# Éamon Ó Cuív

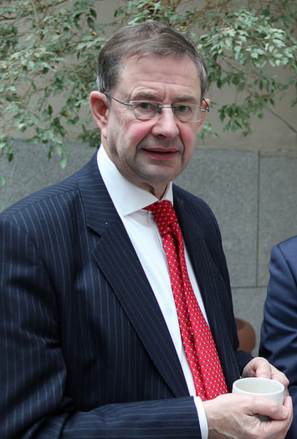
Éamon Ó Cuív (2015)

Éamon Ó Cuív (* 23. Juni 1950 in Dublin) ist ein irischer Politiker der Fianna Fáil und war von März 2010 bis März 2011 Minister für sozialen Schutz.

## Biografie
Éamon Ó Cuív, ein Sohn des anerkannten Philologen und Historikers Brian Ó Cuív, ist der Enkelsohn von Éamon de Valera, dem langjährigen Premierminister (Taoiseach) sowie Präsidenten von Irland. Sein Onkel Vivion de Valera war ebenfalls Unterhausabgeordneter (Teachta Dála). Darüber hinaus ist er ein Cousin der Politikerin Síle de Valera.
Er selbst war zunächst als Wirtschaftsmanager tätig und begann dann 1989 seine politische Laufbahn als Mitglied des Senats (Seanad Éireann). Dort vertrat er bis 1992 die Gruppe Erziehung und Kultur. Im Anschluss wurde er 1992 zum Mitglied des Unterhauses (Dáil Éireann) gewählt und vertritt dort seither den Wahlkreis Galway West.
Nach dem Wahlsieg der Fianna Fáil wurde er am 8. Juli 1997 von Premierminister (Taoiseach) Bertie Ahern zum Staatsminister im Ministerium für Kunst, Erbschaft, irischsprachige Gebiete (Gaeltacht) und die Inseln ernannt und damit zum „Juniorminister“ in dem von seiner Cousine Síla de Valera geleiteten Ministerium. Am 19. Juni 2001 wurde er dann zunächst Staatsminister im Ministerium für Landwirtschaft, Ernährung und Ländliche Entwicklung, ehe er von Ahern am 6. Juni 2002 als Nachfolger von Síla de Valera schließlich selbst Minister für Gemeinwesen, Ländliches und die Gaeltacht.
Dieses Amt bekleidete er auch nach der Regierungsübernahme durch Brian Cowen, bis dieser ihn im Rahmen einer Kabinettsumbildung am 23. März 2010 zum Minister für sozialen Schutz ernannte, ein Amt, das er bis zur Wahlniederlage seiner Partei am 25. Februar 2011 innehatte. Zuvor hatte er sich nach Rücktritt Brian Cowens im Januar 2011 um den Parteivorsitz beworben, war aber gegen den neuen Vorsitzenden Micheál Martin unterlegen.